# Africada lateral-velar eyectiva
La africada lateral-velar eyectiva es un tipo raro de sonido consonántico no pulmonar, utilizado en algunas lenguas habladas . El símbolo en el Alfabeto Fonético Internacional que representa este sonido es ⟨ k𝼄ʼ ⟩ ( extIPA ; IPA estricta: ⟨ kʟ̝̊ʼ ⟩ ).
Se encuentra en dos formas en Archi , una lengua caucásica nororiental de Daguestán , simple [k𝼄ʼ] y labializada [k𝼄ʷʼ] . Está más adelantado que las velares en la mayoría de los idiomas y sería mejor llamarlo prevelar . Archi también tiene variantes sordas ( pulmónicas ) de sus africadas laterales, varias fricativas laterales sordas y una fricativa lateral sonora en el mismo lugar de articulación , pero no fricativas o africadas laterales alveolares .
[k𝼄ʼ] también se encuentra como alófono de /kx/ (eyectivo después de nasal) en zulú y xhosa , y de la africada velar eyectiva/kxʼ/ en hadza . En este último, contrasta con la palatal [c𝼆] , como en [c𝼆ʼak𝼄ʼa] 'cunar'. De hecho, se informa que la eyectiva velar es lateral, o que tiene un alófono lateral, en varios idiomas de África que tienen clics, incluido el taa , varias variedades de !kung , gǁana (incluido el dialecto gǀui ), khoe (dialecto ǁani), y khoekhoe.

## Características
- Su modo de articulación es africada , lo que significa que se produce primero deteniendo el flujo de aire por completo y luego permitiendo que el aire fluya a través de un canal estrecho en el lugar de la articulación, lo que provoca turbulencia.

- Su punto de articulación es velar , lo que significa que se articula con la parte posterior de la lengua (el dorso) en el paladar blando.

- Su fonación es sorda, lo que significa que se produce sin vibraciones de las cuerdas vocales.

- Es una consonante oral , lo que significa que el aire solo puede escapar por la boca.

- Es una consonante lateral , lo que significa que se produce al dirigir la corriente de aire sobre los lados de la lengua, en lugar de hacia el medio.

- El mecanismo de la corriente de aire es eyectivo (egresivo glótico), lo que significa que el aire es expulsado al bombear la glotis hacia arriba.

## Ocurre en
| Idioma  | Palabra   | AFI            | Significado | Notas                                                               |
| ------- | --------- | -------------- | ----------- | ------------------------------------------------------------------- |
| Archi   | кьан      | [k𝼄ʼan]        | 'amar'      | Pre-velar. Archi contrasta entre consonantes planas y labializadas. |
| Sandawe | tl’ungu   | [k𝼄ʼùŋɡȕ]      | 'cielo'     | Alofono de /tɬʼ/ antes /u, w/                                       |
| Zulu    | umklomelo | [umk𝼄ʼɔˈmɛːlo] | 'premio'    |                                                                     |